# Pongo abelii
Sumatranski orangutan (Pongo abelii) jest kritično ugrožena vrsta orangutana koji obitava na otoku Sumatri. Nešto je rjeđi od bornejskog orangutana, ali je brojniji od tapanuli orangutana. Od 2000. godine stavljen je na IUCN-ov crveni popis zbog sječa šuma i širenja plantaža palminog ulja, te izlova koji im prijete istrebljenjem.

## Odlike
Genetske usporedbe pokazuju kako su se ovi orangutani izdvojili od bornejskih prije oko 400.000 godina od kada su se ravijali odvojeno, što je potvrđeno tek DNK razlikovanjem 1996. godine, do kada su smatrani podvrstama iste vrste.
Mužjaci ovih orangutana mogu narasti do 1,4 m visine i 90 kg težine, dok su ženke nešto manje s oko 90 cm visine i 45 kg težine. Nešto su vitkiji i imaju dulja lica, te svjetlije crvenkasto krzno, od svojih bornejskih rođaka. Od hrane preferiraju voće, i to smokve i voće nangka, ali jedu i ptičja jaja i male kralježnjake, te znaju koristiti alate kao što su zubima ogoljene grane kojima hvataju termite ili grabe med iz košnica. Pri tome oblikuju različite alatke za različite potrebe, a ako im se alatka pokaže jako korisna znaju je sačuvati za kasniju upotrebu i znaju stvoriti cijelu kolekciju alatki.
Sumatranski orangutani žive više u krošnjama od svojih bornejskih rođaka, što se pojašnjava prisutnošću više grabežljivaca kao što je sumatranski tigar. Kroz drveće se kreću skladnim kretnjama, pri čemu znaju koristiti veliki raspon kretnji, ali i granama kao oprugama. U komunikaciji koriste se isključivo gestama, a ne zvukovima, te je prepoznato oko 64 različite geste koje koriste.
Sumatranski orangutani su druželjubiviji od ostale dvije vrste. Organiziraju velike skupine u ovisnosti o dostupnoj hrani. Skupine su jako liberalne i ne pokazuju društvenu ili spolnu isključivost. Obično ih čine skupine ženki oko omiljenog mužjaka, no stariji mužjaci obično izbjegavaju druge zrele mužjake. Spolno su zreli s oko 15 i pol godina, a ženke imaju dug raspon između dvije trudnoće od oko 9,3 godine, koje je najdulje u primata. Mladi ostaju u blizini svojih majki i do 3. godine života, ali i poslije toga se dugo druže s majkama. U prosjeku mogu doživjeti 50 godina, a za najstariji primjerak se smatra orangutan Nonja koji je uginuo u 55. godini u zoološkom vrtu u Miamiju 2007. god.

## Rasprostranjenost i ugroženost
Od 2015. godine smatra se kako postoji oko 7000 jedinki sumatranskih orangutana u divljini. 
Iako su nekada obitavali na cijelom otoku, danas se mogu pronaći samo na najsjevernijem dijelu otoka Sumatre, u indonezijskoj pokrajini Acehu. Manje populacije obitavaju u šumama oko jezera Toba, u zaštićenim područjima tropskih kiša sumatre: Bukit Lawangu i Nacionalnom parku Gunung Leuser. Pored njih, u Nacionalnom parku Bukit Tigapuluh su dovedeni oduzeti nelegalni ljubimci orangutani od oko 70 jedinki, koje su se počeli reproducirati. Problemi za očuvanje njihove populacije u divljini su njihova velika područja kretanja i mali broj jedinki u skupinama koje ovise o pristupu voćkama. Nedirnute šume s većim rasponom neprekinutih krošnji bi mogle podržavati veće populacije, ali fragmentacija šuma sječom prekida njihova sezonska kretanja. Sumatra trenutno ima jednu od najvećih stopa sječe šume na svijetu.